# Bom Jesus do Araguaia
Bom Jesus do Araguaia is een gemeente in de Braziliaanse deelstaat Mato Grosso gelegen aan de Araguaia. De gemeente telt 4.792 inwoners (schatting 2009).